# Mark Messier Leadership Award
Der Mark Messier Leadership Award ist eine Trophäe der nordamerikanischen Eishockeyliga NHL, die am Ende einer Saison an Spieler verliehen wird, die durch ihre Führungsqualitäten herausragen. Während der Saison 2006/07 gab es zudem eine monatliche Auszeichnung.
Die Trophäe ist benannt nach dem ehemaligen Eishockeyspieler Mark Messier, der als einer der größten Anführer in der Geschichte der NHL gilt. Messier war zwischen 1988 und 2004 Mannschaftskapitän der Vancouver Canucks, Edmonton Oilers und New York Rangers. Er selbst wählt in Zusammenarbeit mit der NHL die Preisträger aus. Zum ersten Mal wurde der Preis während der Saison 2006/07 verliehen.

## Preisträger

### Mark Messier Leader of the Year Award (Jährliche Preisträger)
| Jahr | Spieler              | Team                                    |
| ---- | -------------------- | --------------------------------------- |
| 2025 | Alexander Owetschkin | Washington Capitals                     |
| 2024 | Jacob Trouba         | New York Rangers                        |
| 2023 | Steven Stamkos       | Tampa Bay Lightning                     |
| 2022 | Anže Kopitar         | Los Angeles Kings                       |
| 2021 | Patrice Bergeron     | Boston Bruins                           |
| 2020 | Mark Giordano        | Calgary Flames                          |
| 2019 | Wayne Simmonds       | Philadelphia Flyers Nashville Predators |
| 2018 | Deryk Engelland      | Vegas Golden Knights                    |
| 2017 | Nick Foligno         | Columbus Blue Jackets                   |
| 2016 | Shea Weber           | Nashville Predators                     |
| 2015 | Jonathan Toews       | Chicago Blackhawks                      |
| 2014 | Dustin Brown         | Los Angeles Kings                       |
| 2013 | Daniel Alfredsson    | Ottawa Senators                         |
| 2012 | Shane Doan           | Phoenix Coyotes                         |
| 2011 | Zdeno Chára          | Boston Bruins                           |
| 2010 | Sidney Crosby        | Pittsburgh Penguins                     |
| 2009 | Jarome Iginla        | Calgary Flames                          |
| 2008 | Mats Sundin          | Toronto Maple Leafs                     |
| 2007 | Chris Chelios        | Detroit Red Wings                       |

### Mark Messier Leadership Award (Monatliche Preisträger)

#### Saison 2006/07
| Monat         | Spieler            | Team                |
| ------------- | ------------------ | ------------------- |
| November 2006 | Brendan Shanahan   | New York Rangers    |
| Dezember 2006 | Scott Niedermayer  | Anaheim Ducks       |
| Januar 2007   | Sidney Crosby      | Pittsburgh Penguins |
| Februar 2007  | Vincent Lecavalier | Tampa Bay Lightning |
| März 2007     | Roberto Luongo     | Vancouver Canucks   |